# João Ferreira Neves
João Ferreira Neves (São João do Triunfo, 11 de junho de 1911 – Curitiba, 23 de maio de 1960) foi um médico e político brasileiro.

## Biografia
Filho de Francisco Ferreira Neves e Dona Idalina Furtado Neves nasceu no interior do estado do Paraná em 1911 e realizou seus estudos primários na cidade de São Mateus do Sul. Em Curitiba, finalizou os estudos secundários e formou-se em medicina na Universidade do Paraná (atual UFPR). Com o diploma de médico em mãos, abriu consultório clínico na cidade de Prudentópolis e ali se tornou diretor da Santa Casa de Misericórdia.
Transferindo residência para Guarapuava, foi médico deste município, atuando em vários postos de saúde.
Idealista e progressista, João Neves ajudou a fundar instituições de saúde, cooperativa de mate, associações, como a rural e comercial, no interior do Paraná.
Na política foi vereador em Guarapuava, chegando a exercer o mandato de presidente da Câmara Municipal. Em 1955 foi eleito deputado estadual, sendo reeleito em 1959, porém, seu segundo mandato como deputado foi interrompido em maio de 1960.

### Falecimento e homenagens
João Ferreira Neves faleceu no dia 23 de maio de 1960.
Algumas homenagens a memória do Dr. João Neves podem ser encontradas em algumas cidades do seu estado natal, como os colégios: Dr. João Ferreira Neves na capital paranaense e no município de Catanduvas e as vias: Rua Dr. João Ferreira Neves, em Guarapuava, e Rua Deputado João Ferreira Neves em São João do Triunfo e Curitiba. O logradouro de Curitiba foi batizada em novembro de 1967.